# Barrio Los Piletones
El Barrio Los Piletones se encuentra ubicado al sur de la Ciudad Autónoma de Buenos Aires, en la Comuna 8. El mismo se desarrolla en Villa Soldati, circunscripto por las calles Lacarra, Barros Pazos, la proyección de las calles Asturias y el Lago Regulador Soldati.
El Gobierno de la Ciudad de Buenos Aires, a través de la Corporación Buenos Aires Sur S.E., se encuentra trabajando en la urbanización integral del barrio, en conjunto con la participación activa de los vecinos, desde 2008.

## Historia

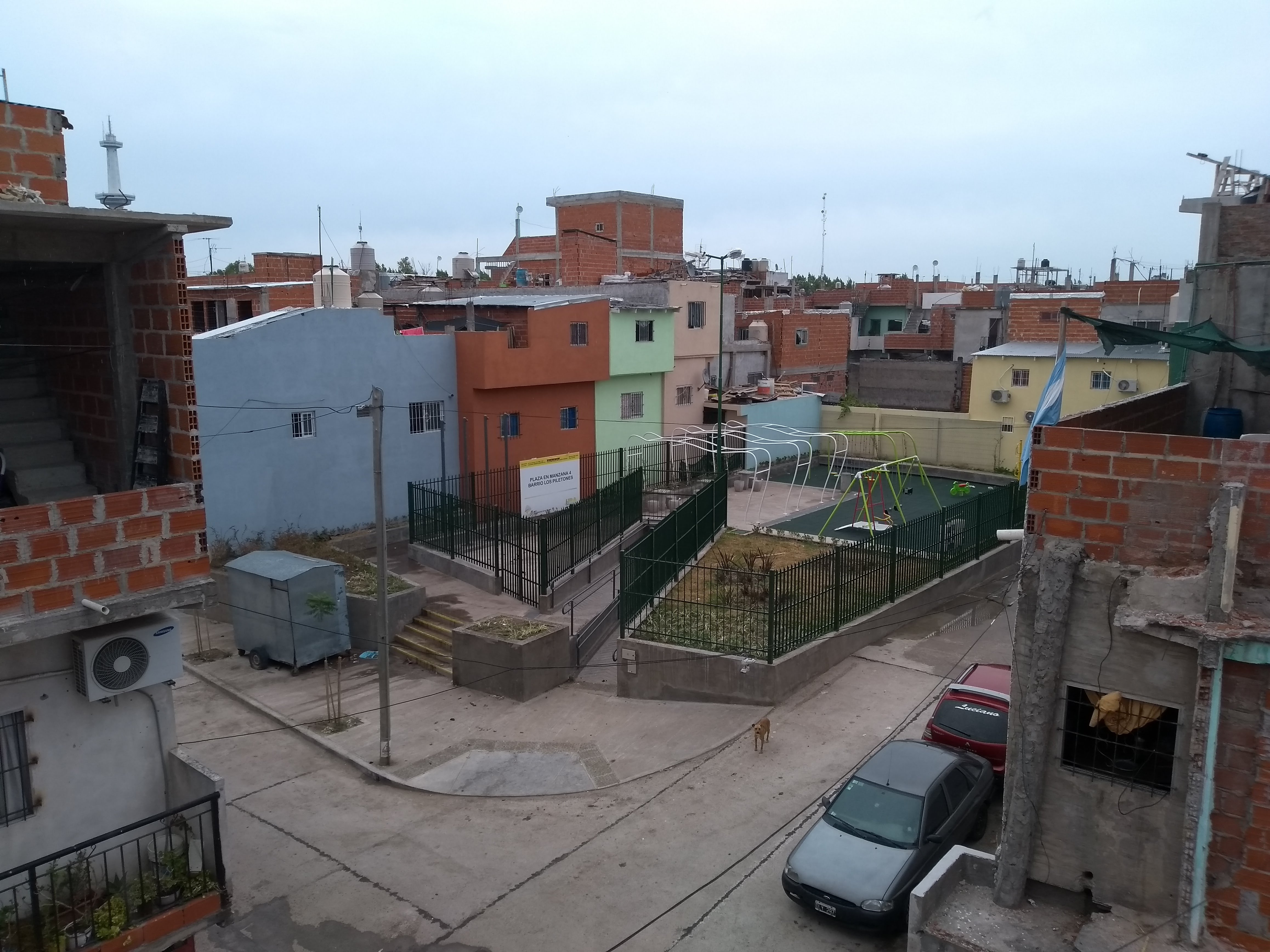
Vista de una plaza del barrio.

Durante 1984 en los descampados que rodean al Lago Regulador Soldati, se instalaron las primeras familias en lo que configuró uno de los asentamientos precarios típicos de la Comuna 8. Su población supera los 10 000 habitantes, los que se distribuyen en 11 manzanas.
En 2008, el Gobierno de la Ciudad de Buenos Aires creó el Programa “Pro Sur Hábitat” dentro de la Corporación Buenos Aires Sur, para llevar a cabo la urbanización e integración social y urbana en la zona Sur de la Ciudad. De esta manera, se viene desarrollando un proceso de transformación urbana, económica y social de un barrio informal a un nuevo barrio formal integrándose al tejido urbano de la ciudad.

### Proceso de urbanización
La urbanización de Los Piletones incluye la regularización dominial del barrio, asegurando a cada vecino la tenencia segura de la tierra; el acceso a los servicios básicos a través de la provisión de infraestructura y la integración física con el resto de la ciudad mediante la apertura de calles. La regularización de asentamientos no solo son planes de vivienda, se trata de un emprendimiento integral del mejoramiento del hábitat, de integración social y de mejoramiento del capital social y humano, involucrando dentro del concepto amplio de hábitat, el mejoramiento urbano, la mejora de la empleabilidad y la consolidación de la situación jurídico dominial del suelo.

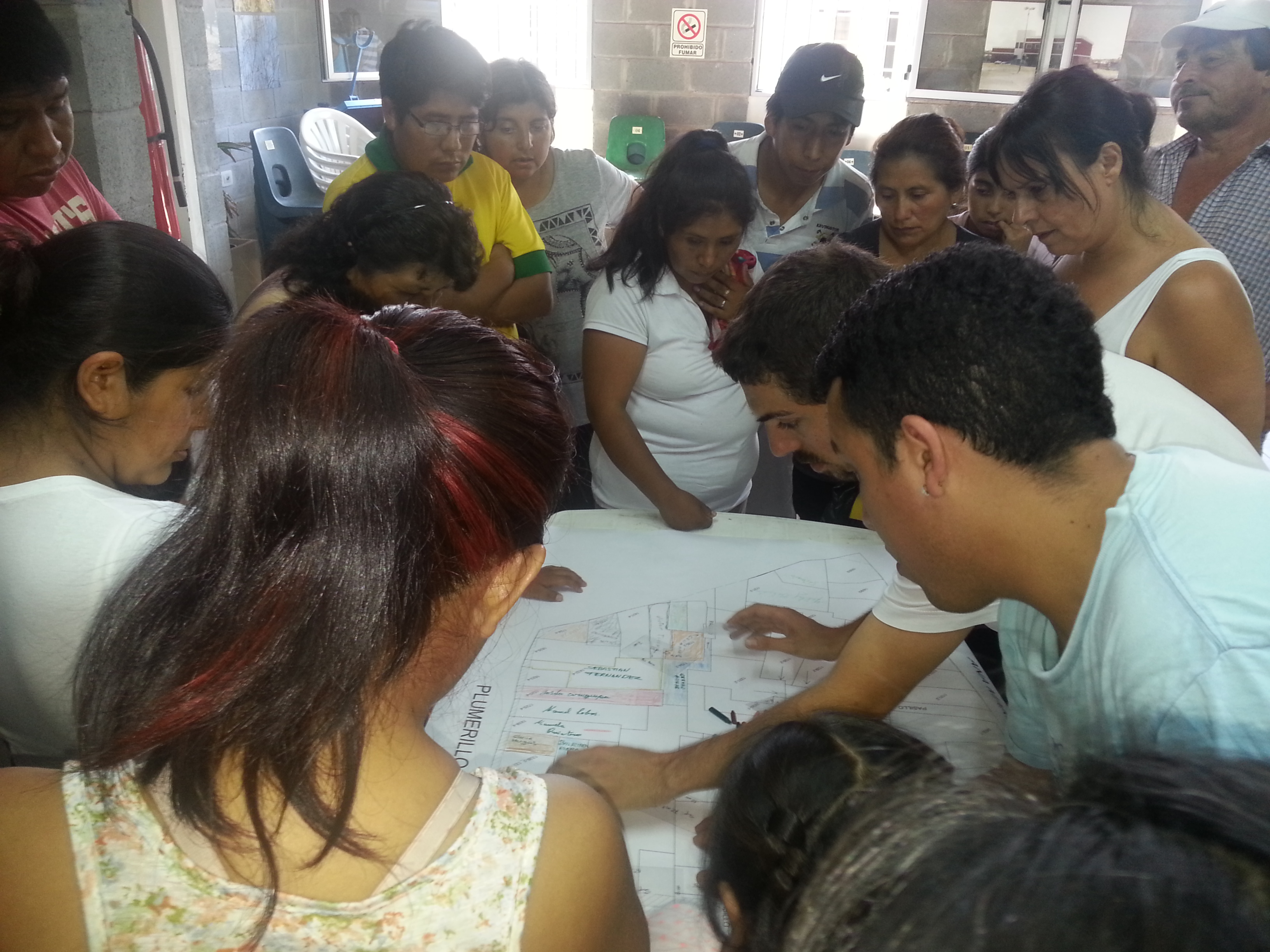
Talleres de Loteo

El proceso de Urbanización buscó promover la acción propia de la población residente para favorecer su integración y cohesión social y alcanzar el ejercicio de una plena ciudadanía.
1. Reordenamiento del suelo con apertura de calles

1. Construcción de vivienda nueva

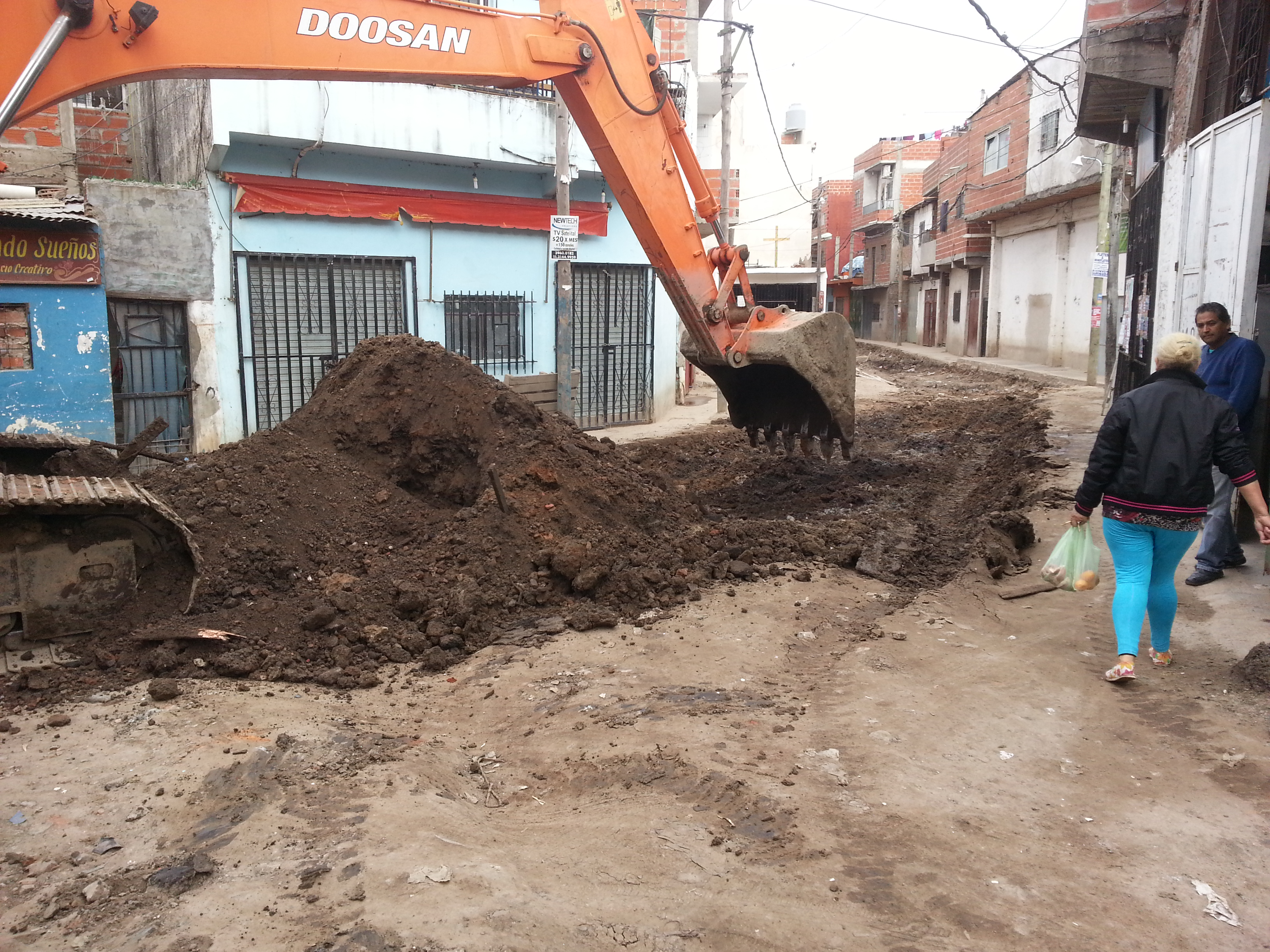
Obras de Infraestructura Barrio Los Piletones

2. Regularización dominial del suelo, escrituración de lotes y viviendas nuevas.
3. Mejoramiento de frentes

### Regularización dominial
El proceso de regularización dominial comienza con el relevamiento de las manzanas y hechos existentes de los terrenos ocupados. Inscripción de planos de mensura, confección de planos de mensura con fraccionamientos y creación de nuevas fracciones y manzanas. Continua con la realización de talleres participativos de loteo con los vecinos para terminar de definir las subdivisiones parcelarias de cada manzana y su posterior inscripción y registro.
Una vez finalizada esta etapa se comienza a trabajar lote por lote para la escrituración.
Cantidad de Escrituras firmadas (2016-2017) que corresponden a lotes: 56.
Como parte del proceso de regularización dominial, se colocaron los carteles que dan nombre a las calles y las chapas de altura con los correspondientes números domiciliarios. Se colocaron 52 carteles con nombres de calles y 180 chapas de numeración.

## Complejo habitacional Los Piletones
Se encuentran construidas y habitadas en su totalidad 19 torres, cada torre cuenta con 12 unidades funcionales distribuidas en PB, 1º y 2º de 4 ambientes con baño y cocinas completos cada una.
Se han relocalizado en dicho Complejo a 228 familias. Dichas relocalizaciones se llevan a cabo frente a la necesidad de resolver las siguientes situaciones: aperturas de calle, liberación de espacios destinados a la ejecución de equipamiento comunitario, recuperación de espacios necesarios para el reordenamiento urbano y situaciones de vulnerabilidad habitacional entre otros. Cabe destacar que se han escriturado 44 unidades funcionales del Complejo habitacional a la fecha.

### Apertura de calles y liberación de espacios
Con el fin de lograr un reordenamiento del suelo urbano y superar las barreras urbanas que hacían del barrio un espacio separado de la Ciudad, fue necesaria la realización de diferentes aperturas de calle y liberaciones de espacios también necesarios para la instalación de equipamiento comunitario para los vecinos del barrio.
Dichas aperturas se realizaron en diferentes etapas y los grupos familiares fueron relocalizados en el CHP. Se realizaron en total 4 aperturas de calles completas y 1 apertura parcial.
En relación con la liberación de espacios, se menciona 1 situación relevante: la liberación del lecho del Lago Regulador Soldati para la recuperación de ese espacio público, en donde se encuentran asentadas hoy la manzana 10  y un sector de la Mz 9 del barrio. Dicha liberación se viene realizando en etapas en diferentes etapas (2014, 2015, 2016 y 2017). Cabe mencionar que los grupos familiares asentados en este sector también se encuentran en una situación habitacional de extrema vulnerabilidad por la inestabilidad del suelo y los altos niveles de humedad que se registran en esta zona.

### Mejoramiento de fachadas
Como un incentivo y reconocimiento a aquellos vecinos que participan y colaboran con el proceso de regularización dominial y han firmado la escritura de su lote, la Ciudad de Buenos Aires realizó la fachada de sus viviendas, realizando hasta el momento 29 fachadas.

### Equipamiento comunitario y productivo

#### Casa Lucero
Es un Centro de Prevención y Asistencia de Adicciones realizado en 2010 y entregado al Ministerio de Desarrollo Social para su gestión. Posee una superficie de 770 metros cuadrados con capacidad para atender a 50 pacientes. Funciona como un centro de puertas abiertas.

#### CPI Thiago Andrés
El Centro de Primera Infancia fue construido por la Corporación Buenos Aires Sur y a través de un convenio con la Fundación Margarita Barrientos recibe a niños y niñas de 45 días a 4 años en sus 7 salas. Se brinda atención alimentaria y actividades educativas y de estimulación temprana.

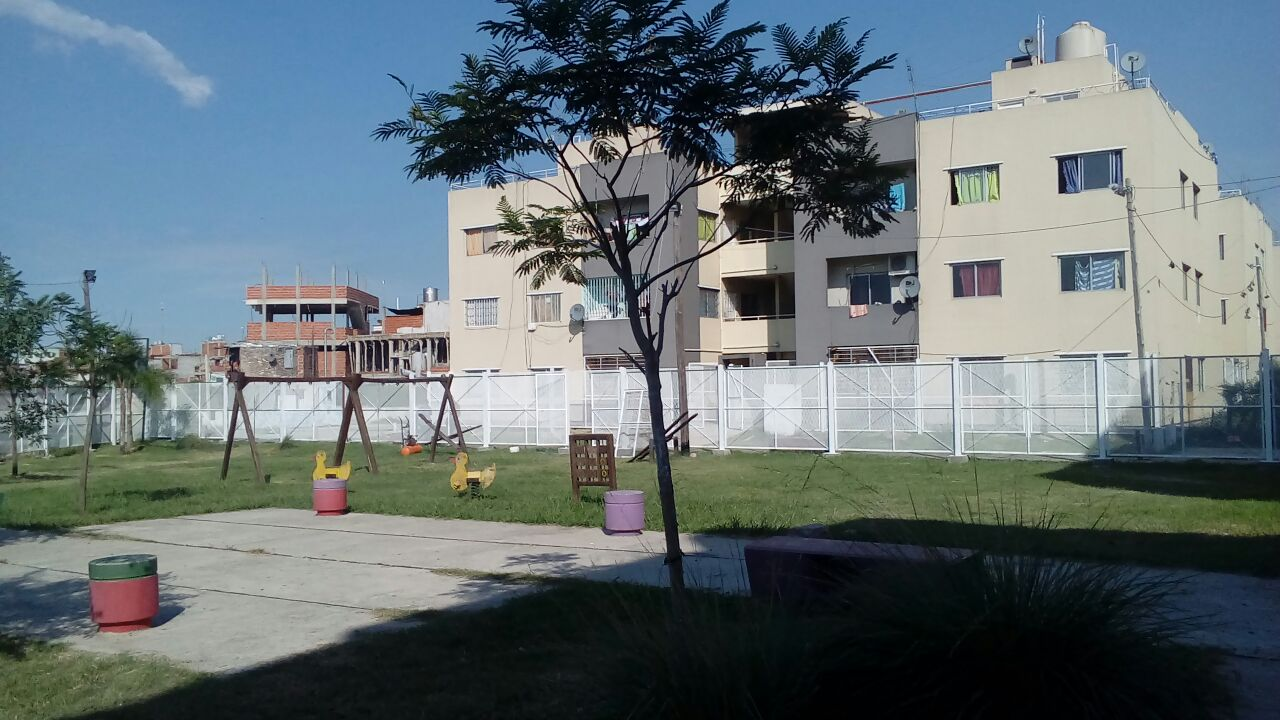
Complejo Habitacional Los Piletones

#### Centro de Apoyo Productivo (CAP)

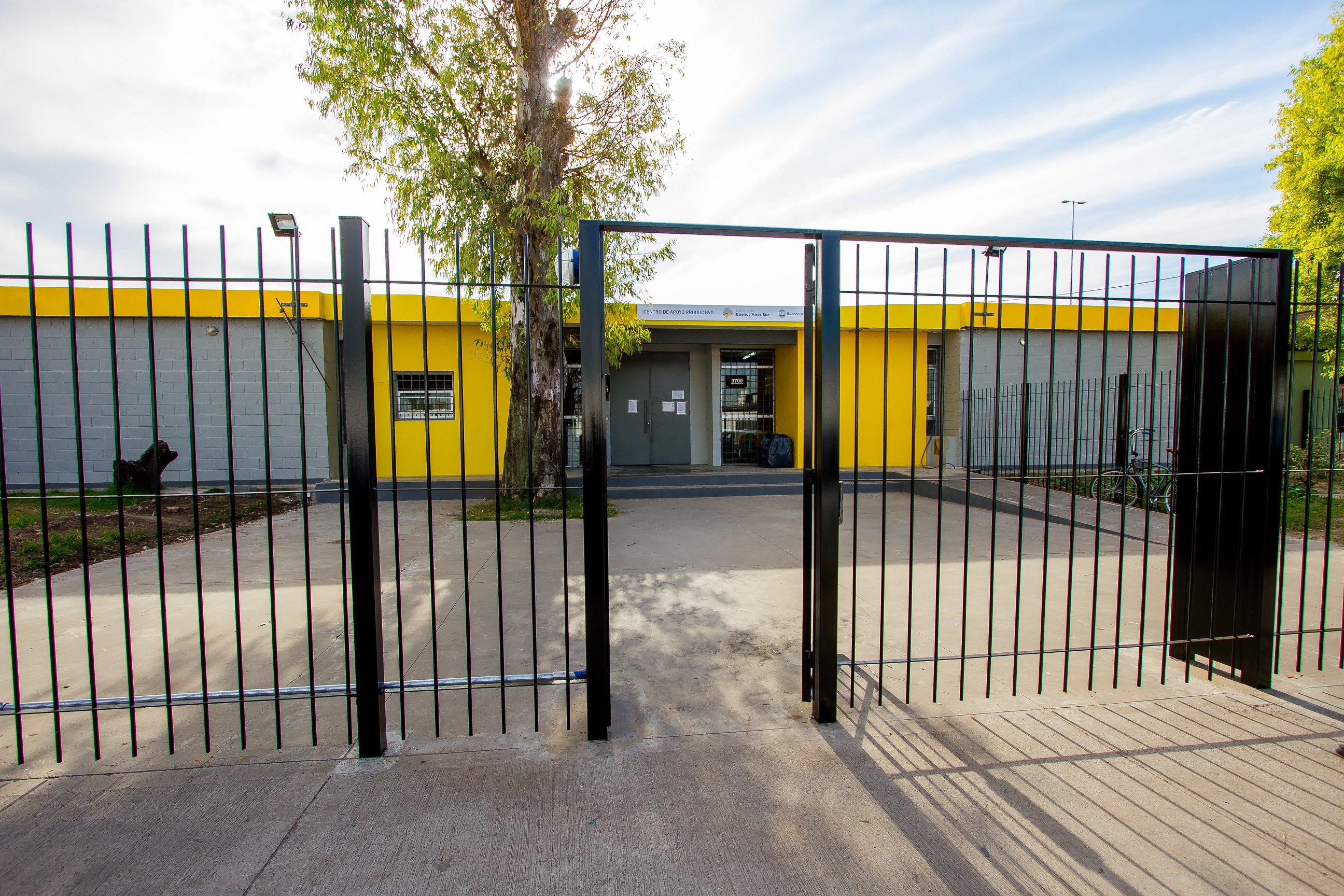
Centro de Apoyo Productivo

El Centro de Apoyo Productivo está pensado como punto de encuentro, de labor y de formación, cuenta con una superficie de 2000 metros cuadrados con 12 salas destinadas a aulas, espacios productivos, servicios de apoyo y áreas verdes parquizadas. En la actualidad se están incubando emprendimientos de diversas características: fabricación de calzado, producción de pizarrones, confección de ropa, estampado textil, entre otros. En él, trabajan en forma conjunta una sede de la Universidad Tecnológica Nacional (UTN). Su rol es prestar asistencia técnica a emprendedores, buscando que incorporen clientes, mejoren sus productos y sistemas de gestión, conozcan las regulaciones existentes y accedan a espacios de comercialización a fin de lograr su crecimiento económico y una inserción formal en el mercado.

#### Banco Ciudad
Se incluyó a cada uno de los beneficiarios de las escrituras en el sistema bancario formal realizando la apertura de 100 cajas de ahorro así como también diferentes talleres de educación financiera con el objetivo de facilitar el acceso al sistema bancario formal.

#### Talleres

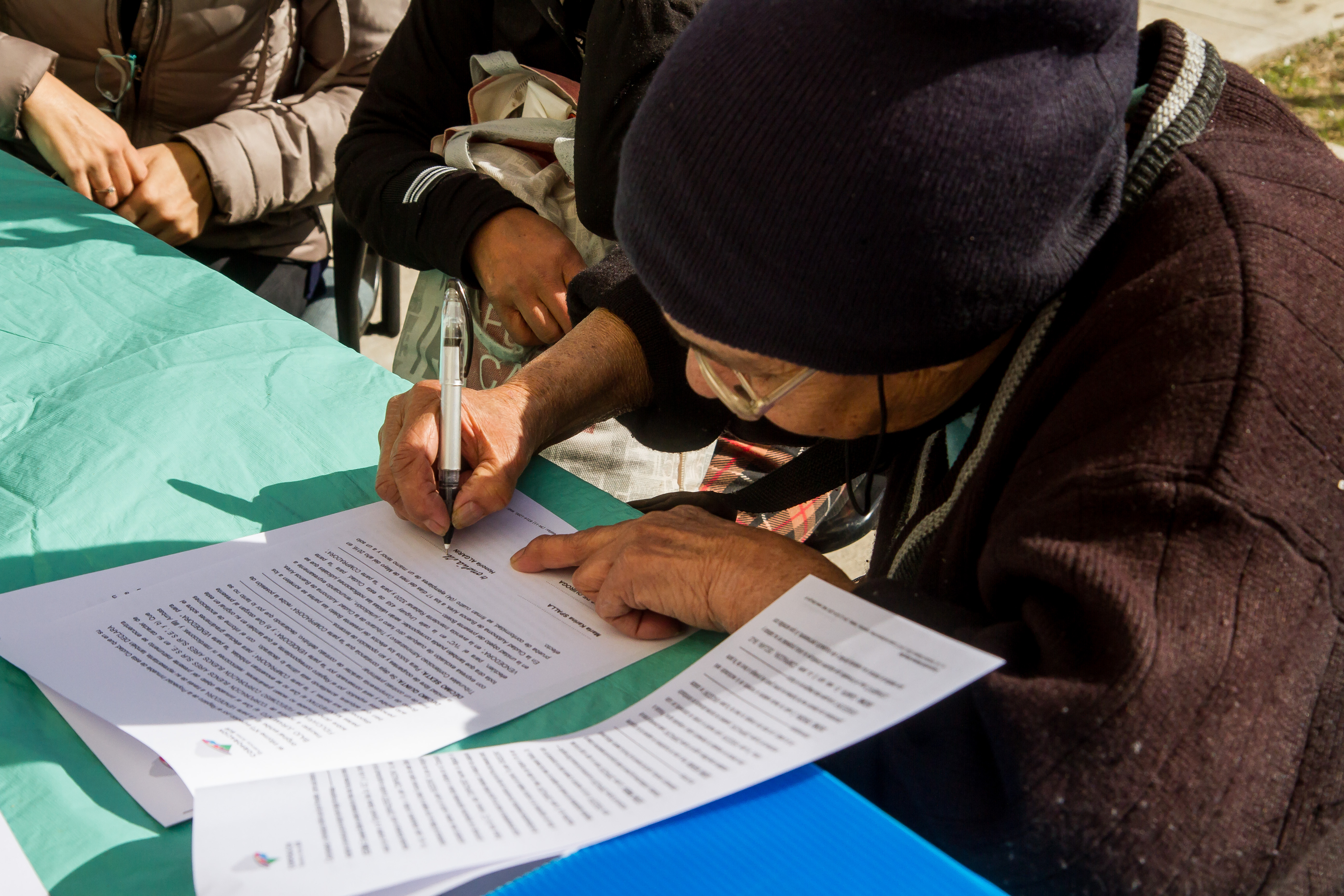
Firmas de Escrituras

Las acciones de desarrollo y gestión social del hábitat solo se consolidan y logran transformar genuinamente las condiciones de vida de las poblaciones en tanto estas se involucren logrando constituirse como partícipes activos y protagonistas del cambio. Por ello el trabajo es en permanente interrelación con los vecinos del Barrio para la toma de decisiones conjuntas, la planificación y seguimiento de acciones y la resolución de eventuales conflictos. La regularización de los asentamientos informales se realiza mediante acciones planificadas donde los protagonistas deben ser los mismos vecinos.